# Unterseeboot 624
L'Unterseeboot 624 ou U-624 est un sous-marin allemand (U-Boot) de type VIIC utilisé par la Kriegsmarine pendant la Seconde Guerre mondiale.
Le sous-marin fut commandé le 15 août 1940 à Hambourg (Blohm & Voss), sa quille fut posée le 15 juillet 1941, il fut lancé le 31 mars 1942 et mis en service le 28 mai 1942, sous le commandement de l'Oberleutnant zur See Ulrich Graf von Soden-Fraunhofen.
Il fut coulé dans l'Atlantique Nord par l'aviation britannique, en février 1943.

## Conception
Unterseeboot type VII, l'U-624 avait un déplacement de 769 tonnes en surface et 871 tonnes en plongée. Il avait une longueur totale de 67,10 m, un maître-bau de 6,20 m, une hauteur de 9,60 m et un tirant d'eau de 4,74 m. Le sous-marin était propulsé par deux hélices de 1,23 m, deux moteurs diesel Germaniawerft M6V 40/46 de 6 cylindres en ligne de 1 400 cv à 470 tr/min, produisant un total de 2 060 à 2 350 kW en surface et de deux moteurs électriques BBC GG UB 720/8 de 375 cv à 295 tr/min, produisant un total 550 kW, en plongée. Le sous-marin avait une vitesse en surface de 17,7 nœuds (32,8 km/h) et une vitesse de 7,6 nœuds (14,1 km/h) en plongée. Immergé, il avait un rayon d'action de 80 milles marins (150 km) à 4 nœuds (7,4 km/h; 4,6 milles par heure) et pouvait atteindre une profondeur de 230 m. En surface son rayon d'action était de 8 500 milles nautiques (soit 15 700 km) à 10 nœuds (19 km/h).
L'U-624 était équipé de cinq tubes lance-torpilles de 53,3 cm (quatre montés à l'avant et un à l'arrière) qui contenait quatorze torpilles. Il était équipé d'un canon de 8,8 cm SK C/35 (220 coups) et d'un canon antiaérien de 20 mm Flak. Il pouvait transporter 26 mines TMA ou 39 mines TMB. Son équipage comprenait 4 officiers et 40 à 56 sous-mariniers.

## Historique
Il passe sa phase d'entraînement dans la 8. Unterseebootsflottille jusqu'au 30 septembre 1942, puis entre dans son unité de combat dans la 7. Unterseebootsflottille.
Le 26 octobre 1942, l'U-436 de la meute allemande Puma repère le convoi HX-212, parti de New York le 18 octobre. Le voyage commence mal, avec la collision entre deux des navires du convoi au large de Halifax le 21 octobre. L'attaque commence le 26 et se prolonge jusqu'au 29, quand les U-Boote sont repoussés par des Liberators basés en Islande. Ils ont coulé six navires marchands sans subir de perte. Le convoi arrive à Liverpool le 2 novembre.
L'U-624 coule cinq navires de ce convoi, dont trois LTC transportés par le Kosmos II, lorsque ce dernier coule. Déjà touché la veille par une torpille du U-606, il est stoppé par deux premières torpilles du U-624, puis cassé en deux par une troisième ; il sombre à 3 h 5 du matin. Il est l'un des plus gros navires de transport envoyé par le fond au cours du conflit. 117 des 150 marins sont sauvés par le cargo Barrwhin, torpillé à son tour dans la soirée (21 h 18). Les survivants sont recueillis par le NCSM Kenogami. Douze hommes du Kosmos et douze hommes du Barrwhin meurent dans ce second naufrage. Certains ont subissent donc deux naufrages dans la même journée.
Le 15 novembre 1942, l'U-521 de la meute allemande Kreuzotter repère le convoi ONS-144, parti de Liverpool le 7 novembre. C'est le seul groupe d'U-Boote au combat dans l'Atlantique nord, après le retrait de la majeure partie des sous-marins partis contrer le débarquement allié en Afrique du Nord. Le convoi est perdu de vue par les sous-marins allemands dans la journée en raison d'une mauvaise visibilité, étant retrouvé deux jours plus tard. Dans la nuit du 17 novembre, les bateaux allemands attaquent. Le lendemain, l'U-624 torpille trois navires, en coule deux tandis que le troisième est achevé par l'U-522.
L'opération se termine le 19 novembre lorsque le Badger et le Firedrake arrivent en renfort et chassent les sous-marins. L'U-184 coule durant cette contre-attaque.
L'U-624 rentre à Saint-Nazaire le 4 décembre 1942 totalisant 41 048 tonneaux de navires coulés, en seulement 56 jours.
À la suite de ces succès, Ulrich Graf von Soden-Fraunhofen est promu Kapitänleutnant le 1er janvier 1943.
L'U-624 quitte Saint-Nazaire pour la dernière fois le 7 janvier pour l'Atlantique Nord. Le 22 janvier, l'un des sous-marins de la meute Jaguar repère le convoi SC-117, parti de New York le 12 janvier 1943 à destination de Liverpool. Des difficultés de communication par radio empêchent l'attaque générale de la meute ; seuls deux retardataires sont coulés par l'U-624 et l'U-413 les 22 et 25 janvier. La victime de l'U-624 était un navire marchand britannique transportant 8 000 tonnes de phosphate. La totalité des 46 hommes d'équipage périssent lors de l'attaque. Les autres navires arrivèrent à destination le 3 février.
L'U-624 coule le 7 février 1943 dans l'Atlantique Nord à la position 55° 42′ N, 26° 17′ O. Il se trouve pris au dépourvu naviguant en surface, alors qu'il transmettait à la base un long rapport de l'opération contre le convoi SC 118 (en), attaqué la nuit précédente. Un Fortress britannique du No. 220 Squadron RAF (en), opérant de Foyle Port, largue des charges de profondeur visant l'U-624, à 55 milles nautiques (102 km) à l'arrière du convoi.

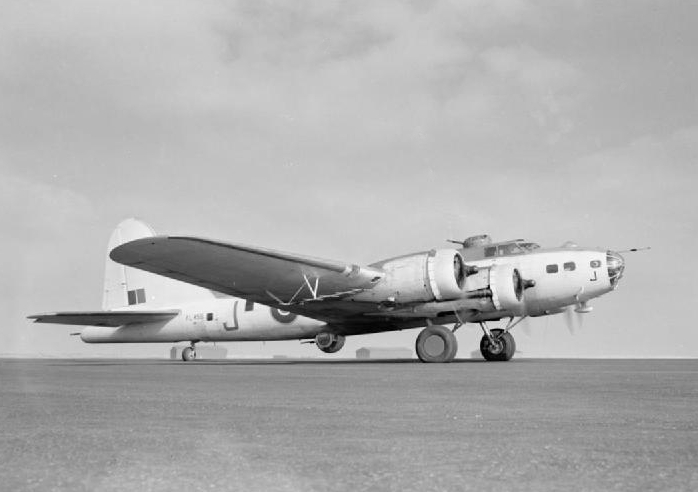
Ce B-17 Mark IIA FL459 du Escadron coule l'U-624 et l'U-707 et endommage l'U-575 lors de son service dans l'escadron. Les antennes radar ASV II équipant le FL459 sont clairement visibles sur le nez et sous l'aile tribord.

Les quarante-cinq membres d'équipage meurent dans cette attaque.

## Affectations
- 8. Unterseebootsflottille du 28 mai 1942 au 30 septembre 1942 (Période de formation).
- 7. Unterseebootsflottille du 1er octobre 1942 au 7 février 1943 (Unité combattante).

## Commandement
- Kapitänleutnant Ulrich Graf von Soden-Fraunhofen du 28 mai 1942 au 7 février 1943.

## Patrouilles
|       | Commandant                              | Départ          | Départ      | Arrivée         | Arrivée     | Jours    | Succès   |
| ----- | --------------------------------------- | --------------- | ----------- | --------------- | ----------- | -------- | -------- |
| 1     | Oblt. Ulrich Graf von Soden-Fraunhofen  | 10 octobre 1942 | Kiel        | 4 décembre 1942 | St. Nazaire | 56 jours | 41 048   |
| 2     | Kptlt. Ulrich Graf von Soden-Fraunhofen | 7 janvier 1943  | St. Nazaire | 7 février 1943  | Coulé       | 32 jours | 5 112    |
| Total | Total                                   | Total           | Total       | Total           | Total       | 88 jours | 46 160 t |

Note : Oblt. = Oberleutnant zur See - Kptlt. = Kapitänleutnant

### Opérations Wolfpack
L'U-624 opéra avec les Rudeltaktik (meute de loups) durant sa carrière opérationnelle.
- Puma (23–29 octobre 1942)
- Natter (30 octobre – 8 novembre 1942)
- Kreuzotter (8–24 novembre 1942)
- Habicht (10–19 janvier 1943)
- Haudegen (19 janvier – 7 février 1943)

## Navires coulés
L'U-624 coula 5 navires marchands totalisant 39 855 tonneaux, 3 navires de guerre totalisant 873 tonneaux et endommagea 1 navire marchand de 5 432 tonneaux au cours des 2 patrouilles (88 jours en mer) qu'il effectua.
| Date             | Nom                    | Nationalité | Tonnage | Convoi  | Fait      | Localisation         |
| ---------------- | ---------------------- | ----------- | ------- | ------- | --------- | -------------------- |
| 29 octobre 1942  | HMS LCT-2190 [Trans.]* | Royal Navy  | 291     | HX-212  | Coulé     | 54° 40′ N, 29° 00′ O |
| 29 octobre 1942  | HMS LCT-2192 [Trans.]  | Royal Navy  | 291     | HX-212  | Coulé     | 54° 40′ N, 29° 00′ O |
| 29 octobre 1942  | HMS LCT-2284 [Trans.]  | Royal Navy  | 291     | HX-212  | Coulé     | 54° 40′ N, 29° 00′ O |
| 29 octobre 1942  | Kosmos II              | Norvège     | 16 966  | HX-212  | Coulé     | 54° 40′ N, 29° 00′ O |
| 29 octobre 1942  | Pan-New York           | USA         | 7 701   | HX-212  | Coulé     | 54° 58′ N, 23° 56′ O |
| 18 novembre 1942 | President Sergent      | Royaume-Uni | 5 344   | ONS-144 | Coulé     | 54° 07′ N, 38° 26′ O |
| 18 novembre 1942 | Parismina              | USA         | 4 732   | ONS-144 | Coulé     | 54° 07′ N, 38° 26′ O |
| 18 novembre 1942 | Yaka                   | USA         | 5 432   | ONS-144 | Endommagé | 54° 07′ N, 38° 26′ O |
| 25 janvier 1943  | Lackenby               | Royaume-Uni | 5 112   | SC-117  | Coulé     | 55° 00′ N, 37° 50′ O |

*Note : [Trans.] = navire transporté lorsqu'il est coulé.